# Новая Лешня
Новая Лешня (укр. Нова Лішня) — село в Поромовской сельской общине Владимирского района Волынской области Украины.
До 2020 года входило в Иваничевский район.
Код КОАТУУ — 0721187705. Население по переписи 2001 года составляет 261 человек. Почтовый индекс — 45312. Телефонный код — 3372. Занимает площадь 4 км².